# Minister za zunanje zadeve (Avstrija)
Zvezni minister za evropske in mednarodne zadeve Zvezne republike Avstrije ali minister za zunanje zadeve (nemško: Bundesministerium für europäische und internationale Angelegenheiten) je član vlade Republike Avstrije, odgovoren za zunanje odnose države, diplomatska predstavništva in odnose z mednarodnimi organizacijami, zlasti z Evropsko unijo.